# NGC 1309
NGC 1309 is een spiraalvormig sterrenstelsel in het sterrenbeeld Eridanus. Het hemelobject werd op 3 oktober 1785 ontdekt door de Duits-Britse astronoom William Herschel.

## Synoniemen
- PGC 12626
- MCG -3-9-28
- IRAS03197-1534